# So Hyok-chol
So Hyok-chol (19 febbraio 1982) è un ex calciatore nordcoreano, di ruolo difensore.